# ナダール賞 (文学)
ナダール賞（スペイン語: Premio Nadal）は、スペインの文学賞。バルセロナのデスティーノ社が主宰する。1944年に創設された。

## 受賞者および受賞作
- 1944年 - カルメン・ラフォレー（英語版、スペイン語版）（スペイン）　Nada
- 1945年 - ホセ・フェリクス・タピア（英語版、スペイン語版）（スペイン）　La Luna ha entrado en casa
- 1946年 - ホセ・マリーア・ヒロネーラ（英語版、スペイン語版）（スペイン）　Un hombre
- 1947年 - ミゲル・デリーベス（スペイン）　La sombra del ciprés es alargada
- 1948年 - セバスティアン・フアン・アルボー（英語版、スペイン語版）（スペイン）　Sobre las piedras grises
- 1949年 - ホセ・スアーレス・カレーニョ（英語版、スペイン語版）（スペイン）　Las últimas horas
- 1950年 - エレーナ・キローガ（英語版、スペイン語版）（スペイン）　Viento del Norte
- 1951年 - ルイス・ロメーロ（スペイン）　La noria
- 1952年 - ドローレス・メディオ（英語版、スペイン語版）（スペイン）　Nosotros, los Rivero
- 1953年 - ルイサ・フォレラー（英語版、スペイン語版）（スペイン）　Siempre en capilla
- 1954年 - フランシスコ・ホセ・アルカンタラ（英語版、スペイン語版）（スペイン）　La muerte le sienta bien a Villalobos
- 1955年 - ラファエル・サンチェス・フェルロシオ（スペイン）　El Jarama
- 1956年 - ホセ・ルイス・マルティン・デスカルソ（英語版、スペイン語版）（スペイン）　La frontera de Dios
- 1957年 - カルメン・マルティン・ガイテ（英語版、スペイン語版）（スペイン）　Entre visillos
- 1958年 - ホセ・ビダル・カデリャンス（英語版、スペイン語版）（スペイン）　No era de los nuestros
- 1959年 - アナ・マリア・マトゥテ（スペイン）　Primera memoria
- 1960年 - ラミーロ・ピニーリャ（英語版、スペイン語版）（スペイン）　Ciegas hormigas
- 1961年 - フアン・アントニオ・パイノ（スペイン語版）（スペイン）　El curso
- 1962年 - ホセ・マリーア・メンディオラ（スペイン語版）（スペイン）　Muerte por fusilamiento
- 1963年 - マヌエル・メヒーア・バジェホ（英語版、スペイン語版）（コロンビア）　El día señalado
- 1964年 - アルフォンソ・マルティネス・ガリード（スペイン語版）（スペイン）　El miedo y la esperanza
- 1965年 - エドゥアルド・カバリェーロ・カルデロン（英語版、スペイン語版）（コロンビア）　El buen salvaje
- 1966年 - ビセンテ・ソト（スペイン語版）（スペイン）　La zancada
- 1967年 - ホセ・マリーア・サンフアン（スペイン）　Réquiem por todos nosotros
- 1968年 - アルバロ・クンケイロ（英語版、スペイン語版）（スペイン）　Un hombre que se parecía a Orestes
- 1969年 - フランシスコ・ガルシーア・パボン（スペイン語版）（スペイン）　Las hermanas coloradas
- 1970年 - ヘスス・フェルナンデス・サントス（スペイン語版）（スペイン）　Libro de las memorias de las cosas
- 1971年 - ホセ・マリーア・レケーナ（スペイン語版）（スペイン）　El cuajarón
- 1972年 - ホセ・マリーア・カラスカル（スペイン語版）（スペイン）　Groovy
- 1973年 - ホセ・アントーニオ・ガルシーア・ブラスケス（スペイン語版）（スペイン）　El rito
- 1974年 - ルイス・ガスージャ（アルゼンチン）　Culminación de Montoya
- 1975年 - フランシスコ・ウンブラル（英語版、スペイン語版）（スペイン）　Las ninfas
- 1976年 - ラウル・ゲーラ・ガリード（スペイン語版）（スペイン）　Lectura insólita de "El Capital"
- 1977年 - ホセ・アセンホ・セダーノ（スペイン語版）（スペイン）　Conversación sobre la guerra
- 1978年 - ヘルマン・サンチェス・エスペーソ（スペイン語版）（スペイン）　Narciso
- 1979年 - カルロス・ロハス・ビラ（スペイン語版）（スペイン）　El ingenioso hidalgo y poeta Federico García Lorca asciende a los infiernos
- 1980年 - フアン・ラモン・サラゴサ（スペイン語版）（スペイン）　Concerto grosso（『殺人協奏曲』）
- 1981年 - カルメン・ゴメス・オヘーア（スペイン語版）（スペイン）　Cantiga de agüero
- 1982年 - フェルナンド・アラバル（英語版、スペイン語版）（スペイン）　La torre herida por el rayo
- 1983年 - サルバドール・ガルシーア・アギラール（スペイン語版）（スペイン）　Regocijo en el hombre
- 1984年 - ホセ・ルイス・デ・トマス（スペイン）　La otra orilla de la droga
- 1985年 - パウ・ファネール（スペイン語版）（スペイン）　Flor de sal
- 1986年 - マヌエル・ビセント（英語版、スペイン語版）（スペイン）　Balada de Caín
- 1987年 - フアン・ホセ・サエール（アルゼンチン）　La ocasión
- 1988年 - フアン・ペドロ・アパリシオ（スペイン語版）（スペイン）　Retratos de ambigú
- 1989年 - なし
- 1990年 - フアン・ホセ・ミリャス（スペイン）　La soledad era esto
- 1991年 - アルフレード・コンデ（スペイン語版）（スペイン）　Los otros días
- 1992年 - アレハンドロ・ガンダラ（英語版、スペイン語版）（スペイン）　Ciegas esperanzas
- 1993年 - ラファエル・アルグリョル（英語版、スペイン語版）（スペイン）　La razón del mal
- 1994年 - ロサ・レガス（英語版、スペイン語版）（スペイン）　Azul
- 1995年 - イグナシオ・カリオン（スペイン語版）（スペイン）　Cruzar el Danubio
- 1996年 - ペドロ・マエストレ・エレーロ（スペイン語版）（スペイン）　Matando dinosaurios con tirachinas
- 1997年 - カルロス・カニェーケ（スペイン語版）（スペイン）　Quién
- 1998年 - ルシーア・エチェバリーア（スペイン）　Beatriz y los cuerpos celestes
- 1999年 - グスタボ・マルティン・ガルソ（スペイン語版）（スペイン）　Las historias de Marta y Fernando
- 2000年 - ロレンソ・シルバ（英語版、スペイン語版）（スペイン）　El alquimista impaciente
- 2001年 - フェルナンド・マリーアス・アモンド（スペイン語版）（スペイン）　El niño de los coroneles
- 2002年 - アンヘラ・バルベイ（英語版、スペイン語版）（スペイン）　Los estados carenciales
- 2003年 - アンドレス・トラピエージョ（英語版、スペイン語版）（スペイン）　Los amigos del crimen perfecto
- 2004年 - アントニオ・ソレール（スペイン）　El camino de los ingleses
- 2005年 - ペドロ・サラルキ（英語版、スペイン語版）（スペイン）　Un encargo difícil
- 2006年 - エドゥアルド・ラゴ（英語版、スペイン語版）（スペイン）　Llámame Brooklyn
- 2007年 - フェリーペ・ベニーテス・レージェス（英語版、スペイン語版）（スペイン）　Mercado de espejismos
- 2008年 - フランシスコ・カサベーラ（英語版、スペイン語版）（スペイン）　Lo que sé de los vampiros
- 2009年 - マルーハ・トーレス（スペイン）　Esperadme en el cielo
- 2010年 - クラーラ・サンチェス（スペイン）　Lo que esconde tu nombre
- 2011年 - アリシア・ヒメーネス・バルトレット（英語版、スペイン語版）（スペイン）　Donde nadie te encuentre
- 2012年 - アルバロ・ポンボ（英語版、スペイン語版）（スペイン）　El temblor del héroe
- 2013年 - セルヒオ・ビラ-サンファン（英語版、スペイン語版）（スペイン）　 Estaba en el aire
- 2014年 - カルメン・アモラガ（英語版、スペイン語版）（スペイン）　La vida era eso
- 2015年 - ホセ・カレス・ヴェイルズ（英語版、スペイン語版）（スペイン）　Cabaret Biarritz
- 2016年 - ビクトル・デル・アルボル（スペイン語版）（スペイン）　La víspera de casi todo
- 2017年 - ケア・サントス（英語版、スペイン語版）（スペイン）　Media vida
- 2018年 - アレクサンダー・パロマス（スペイン語版）Un amor
- 2019年 - ギジェルモ・マルティネス Los crímenes de Alicia
- 2020年 - アナ・メリーノ（英語版、スペイン語版）El mapa de los afectos